# Фредерик Лейтън
Фредерик Лейтън, 1-ви барон Лейтън (на английски: Frederic Leighton), е английски художник и скулптор от Викторианската епоха. Повечето му произведения имат исторически, библейски и митологични сюжети.

## Биография
Лейтън е роден през 1830 г. в Скарбъроу, Йоркшър. Той завършва Юнивърсити Колидж в Лондон, след което учи изобразително изкуство в Европа при Едвард фон Щайнле и Джовани Коста. От 1855 до 1859 г. живее в Париж, където се запознава с Жан Огюст Доминик Енгър, Йожен Дьолакроа, Жан Батист Камий Коро и Жан-Франсоа Миле. След завръщането си с Лондон е близък до прерафаелитите. През 1864 г. е приет в Кралската академия, а през 1878 г. става неин председател.
През 1878 г. Фредерик Лейтън получава рицарско звание, а през 1886 г. е обявен за баронет. Той става и първият художник в британската история, който получава баронска титла. Това става на 24 януари 1896 г., един ден преди смъртта му. Лейтън не е женен и няма наследници, така че титлата барон Лейтън поставя рекорд в историята на британската аристокрация, като най-кратко просъществувалата – 1 ден.

## Галерия
- Икар и Дедал
- Градината на Хесперидите, 1892
- Ленивият
- Рибарят и сирената, c.1856 – 1858
- Персей и Андромеда, 1891
- Мойсея съзерцава Обетованата земя
- Меденият месец на художника, 1864
- Спомени, 1883
- Тоалетът на Психея, 1879
- Самота
- Идилия, c. 1880 – 81
- Кимон и Ифигения, 1884